# Lipotropin
Lipotropin (adrenokortikotropin, beta-lipotropin, alfa-melanocit stimulišući hormon, beta-melanocit stimulišući hormon, beta-endorfin) je hormon koji se formira prsecanjem proopiomelanokortina (POMC). Anteriorna hipofiza proizvodi prohormon POMC, koji podleže presecanju do adrenokortikotropina (ACTH) i β-lipotropina (β-LPH).

## β-Lipotropin
β-Lipotropin je 90-aminokiselina dug polipeptid koji je karboksi-terminalni fragment POMC-a.
On stimuliše melanocite da proizvode melanin, i može da bude dalje ispresecan u manje peptide. Kod ljudi, mogući fragmenti β-lipotropina γ-lipotropina su: α-MSH, β-MSH, γ-MSH, α-endorfin, β-endorfin, γ-endorfin, i met-enkefalin.
β-Lipotropin takođe ima funkcije mobilizacije lipida kao što su lipoliza i steroidogeneza.

## γ-Lipotropin
γ-lipotropin je amino-terminalni peptidni fragment β-lipotropina. Kod ljudi, on ima 56 aminokiselina.

## Spoljašnje veze
- beta-Lipotropin на 
- gamma-Lipotropin на 